# John Connally
John Bowden Connally Jr. (Floresville, Texas; 27 de febrero de 1917-Houston, Texas; 15 de junio de 1993) fue un político estadounidense del estado de Texas. Al inicio de su carrera política fue miembro del Partido Demócrata. Sin embargo, en 1973 se unió al Partido Republicano. Nacido en Floresville, Texas, Connally persiguió una carrera legal después de su graduación de la Universidad de Texas, en Austin. Durante la Segunda Guerra Mundial, sirvió en el equipo de James Forrestal y de Dwight D. Eisenhower antes de ser transferido al teatro asiático del Pacífico. Después de la guerra fue ayudante del Senador Lyndon B. Johnson. Cuando este fue nombrado Vicepresidente en 1961, convenció al Presidente John F. Kennedy a nombrar a Connelly como secretario de Marina de los Estados Unidos. Connally dejó la administración Kennedy en diciembre de 1961 para la elección para gobernador de Texas, siendo elegido desde 1963 hasta 1969. En 1963, Connally viajaba en la limusina presidencial cuando Kennedy fue asesinado y fue seriamente herido. Durante su desempeño como gobernador fue un demócrata conservador.

## Biografía
Nació en el pueblo de Floresville y estudió derecho en la Universidad de Texas. Sirvió en la marina durante la Segunda Guerra Mundial y fue uno de los hombres de confianza de Lyndon Johnson en sus primeros tiempos como congresista. En 1961, John F. Kennedy lo nombró Secretario de la Marina. Renunció a este cargo al ser elegido Gobernador de Texas en noviembre de 1962 cargo que ocupó hasta 1969. Durante ese periodo, el 22 de noviembre de 1963, se produjo el asesinato del presidente Kennedy, en el que Connally resultó herido. Si bien en las entrevistas, Connally reclamó para apoyar las conclusiones de la Comisión Warren y descartar las teorías de conspiración, puso en duda la teoría de la bala única y Doug Thompson reveló más tarde que en 1982 le preguntó a Connally si él estaba convencido de que Lee Harvey Oswald disparó el arma que mató a John F. Kennedy. "Absolutamente no", dijo Connally. "No creo, ni por un segundo, las conclusiones de la Comisión Warren." Thompson le preguntó por qué no había hablado sobre esto. Connally respondió: "Porque amo a este país y que necesitaba de cierre en el momento nunca voy a hablar públicamente acerca de lo que creo".
En 1971, el presidente Richard Nixon lo eligió Secretario del Tesoro, a pesar de que él era un demócrata y su presidente un republicano. Ocuparía este cargo hasta 1973. En 1980 trató de lograr hacerse con la candidatura a la presidencia, pero fue superado por Ronald Reagan.

## Enfermedad y muerte
El 17 de mayo de 1993, Connally tuvo un problema respiratorio severo y fue ingresado al Houston Methodist Hospital en Houston, Texas donde murió de fibrosis pulmonar el 15 de junio a la edad de 76 años.
Cuando Connally murió, el patólogo forense Dr Cyril Wecht y los Archivos del Asesinato y Centro de Reserva, a petición de la fiscal general Janet Reno, recuperaron los fragmentos del cuerpo de Connelly, fragmentos que refutarían a la Comisión Warren: una sola bala, un solo tirador en su conclusión. El Departamento de Justicia replicó que esto no tenía autoridad legal para la recuperación de los fragmentos a menos que la familia de Connally diera el permiso. La familia de Connally rechazó el permiso.
Su funeral fue realizado el 17 de junio de 1993 en la Primera Iglesia Metodista Unida de Austin, donde él y su espora Nellie Connally eran miembros desde 1963. El expresidente Richard Nixon estuvo en la asistencia. Nellie, la esposa de Connally murió en el año 2006. Ambos están sepultados en el Cementerio Estatal de Texas en Austin.